# Misa Fueki
Misa Fueki (jap. 笛木 美沙, Fueki Misa; * 11. Januar 1992 in der Präfektur Niigata) ist eine ehemalige japanische Skispringerin.

## Werdegang
Misa Fueki besuchte die Hakkai-Oberschule in Minamiuonuma und besuchte dann die Senshū-Universität.
Ihre ersten Wettbewerbe absolvierte Fueki im Rahmen des Skisprung-Continental-Cups auf der Zaō-Schanze in Yamagata im März 2006, bei denen sie zweimal 22. wurde. Seit 2006 startet Fueki unregelmäßig und lediglich bei FIS-Cup- und Continental-Cup-Wettbewerben in Japan. Ihr bestes Resultat war dabei ein siebter und ein achter Platz bei den Wettbewerben im Rahmen des FIS-Cups 2007 auf der Ōkurayama-Schanze in Sapporo.
Bei den Japanischen Meisterschaften 2009 auf den Hakuba-Schanzen in Hakuba gewann Fueki das Damenspringen und sicherte sich so ihren ersten und einzigen nationalen Titel.
2018 trat sie letztmals bei einem von der Fédération Internationale de Ski veranstalteten Wettkampf an.

## Erfolge

### Continental-Cup-Platzierungen
| Saison  | Platz | Punkte |
| ------- | ----- | ------ |
| 2005/06 | 45.   | 18     |
| 2007/08 | 62.   | 12     |
| 2008/09 | 44.   | 60     |
| 2009/10 | 63.   | 04     |
| 2010/11 | 84.   | 03     |